# Mansueto Velasco
Mansueto Velasco (Bago, Filipinas, 10 de enero de 1974) es un deportista olímpico filipino que compitió en boxeo, en la categoría de peso minimosca y que consiguió la medalla de plata en los Juegos Olímpicos de Atlanta 1996.

## Palmarés internacional
| Juegos Olímpicos | Juegos Olímpicos         | Juegos Olímpicos | Juegos Olímpicos |
| Año              | Lugar                    | Medalla          | Prueba           |
| ---------------- | ------------------------ | ---------------- | ---------------- |
| 1996             | Atlanta (Estados Unidos) | Medalla de plata | Peso minimosca   |